# Barusia insulana
Barusia insulana là một loài nhện trong họ Leptonetidae.
Loài này thuộc chi Barusia. Barusia insulana được miêu tả năm 1939 bởi Kratochvíl & Miller.